# Thomas Selle

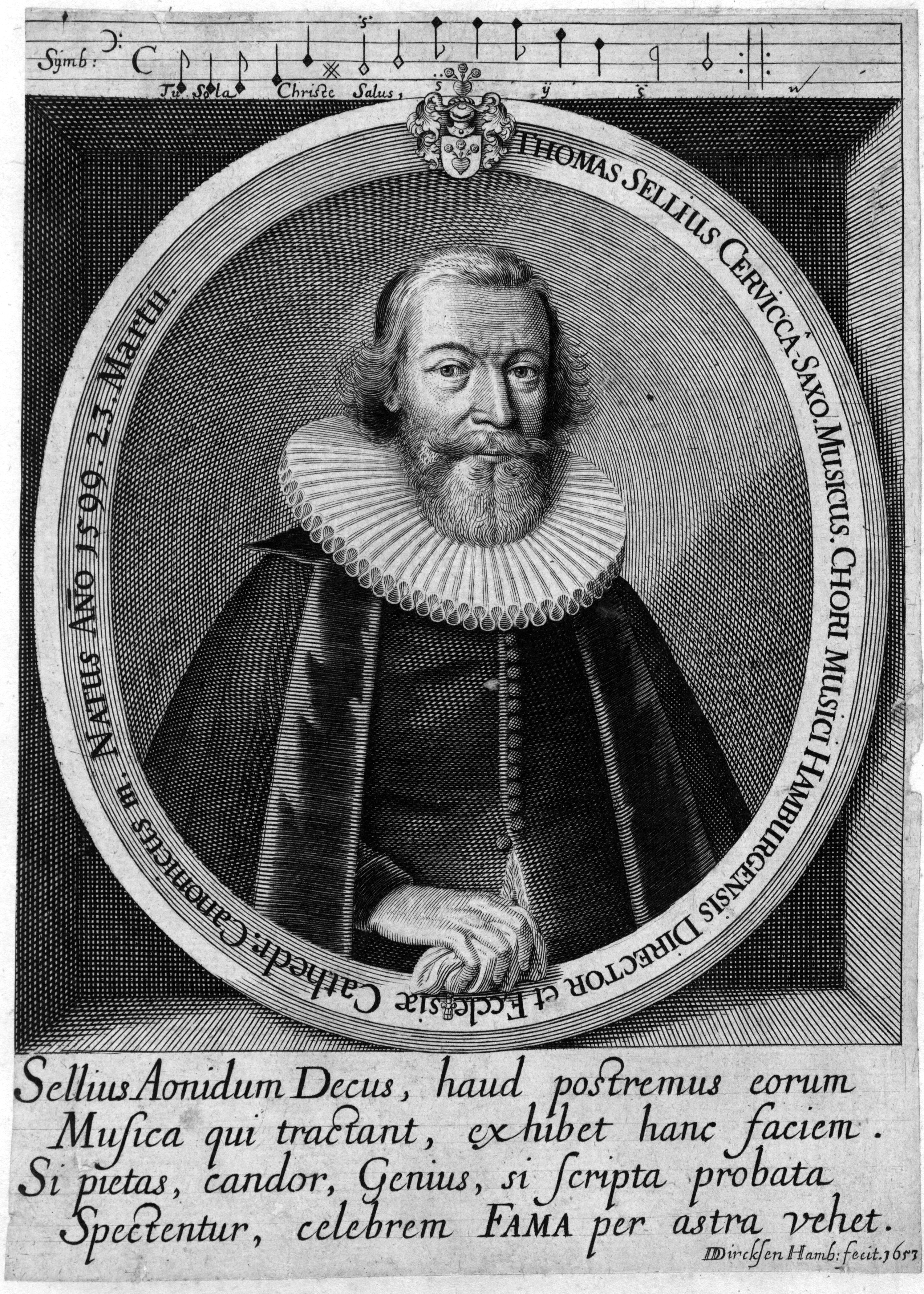
Thomas Selle

Thomas Selle (23 de marzo de 1599-2 de julio de 1663) fue un compositor barroco alemán del siglo XVII.

## Vida
Selle Nació en Zörbig pero recibió su primera instrucción en 1622 en Leipzig donde fue alumno de Johann Schein. Por esa época encontró las obras de Thomaskantor Sethus Calvisius. Selle fue cantor en Heide (Holstein) en 1624 y en 1625 cerca de Wesselburen. Desde 1634 fue cantor en Itzehoe y de 1641 director de música en el Johanneum de las cuatro iglesias principales de Hamburgo; desde 1642 fue también canónigo menor en St Mary. Mientras estuvo Hamburgo, estrenó su Pasión nach dem Evangelisten Johannes, el cual obtuvo críticas favorables. Murió en Hamburgo después de servir 22 años en su puesto de director de música.

## Obras
Los aporte de Thomas Selle a la tradición de la Pasión alemana incluyen su uso de intermedia, los cuales son motetes corales que son intercalados dentro de la historia de la Pasión para resumir y comentar la narración. Estos fueron los primeros textos no evangélicos que fueron incluidos como parte en la tradición de las pasiones. Selle, él mismo, permitía quitar estos intermedia para acomodarse a las iglesias más conservadoras.

### Sacras
- Hagio-deca-melydrion, 1@–4vv, bc (1627)
- Monomachia harmonico-Latina … et ritornellis, congressus previo, 2, 5, 6vv, bc (1630)
- Monophonia harmonico-Latina, 1@–3, 6vv, bc (1633)
- Concertuum binis vocibus … decas, 2vv, bc (1634)
- Concertuum trivocalium germanico-sacrorum pentas, 3vv, bc (1635)
- Concertuum Latino-sacrorum … pentas, 2, 4vv, bc (1635)
- Concertuum Latino-sacrorum … liber primus, 2, 4, 5vv, bc (Rostock, 1646)
- 58 trabajos en J. Rist. Sabbathische Seelenlust (Lüneburg, 1651)
- 52 trabajos en J. Rist: Nene musikalische Festandachten (Lüneburg, 1655)
- Monomachia harmonico-Latina … et ritornellis, congressus posterior, 2, 5, 6vv, bc, 1630
- Passio in dialogo secundum Matthaeum, 10vv, bc, 1642
- Passio secundum Johannem cum intermediis, 12, 5, 4vv, bc, 1643
- Passio secundum Johannem, sine intermediis, 6, 5vv, bc, después de que 1643
- Die Aufferstehung Christi nach den 4 Evangelisten, 8, l4vv, bc
- Contrapunctus simplex, 4, 5vv, bc
- Coro fidicinius etlicher Kirchen-Psalmen, 2-7vv, bc
- 10 motetes, 8vv

### Secular
- Concertatio castalidum, un 3 (1624)
- Deliciae pastorum arcadiae, 10 Pastorellen, un 3 (1624)
- Deliciarum juvenilium decas harmonica-bivocalis, 2vv, bc (1634)
- Amorum musicalium … decas Yo, un 3 (1635)
- Monophonetica, hoc est, Allerhand lustige … Liedlein, 1v, bc (1636)
- 25 canciones de boda
- 7 canciones de funeral
- 2 canciones

### Trabajos teóricos
- Kurtze doch grüntliche Anleitung zur Singekunst, D-Hs

## Ediciones
- 6 geistliche Konzerte, bearbeitet von Un. Egidi, Berlina 1929
- Pasión nach dem Evangelisten Johannes mit Intermedien, herausgegeben von R. Gerber, Wolfenbüttel 1933